# Schwielowsee
Schwielowsee è un comune di 10 921 abitanti del Brandeburgo, in Germania.

Appartiene al circondario di Potsdam-Mittelmark.

## Storia
Il comune venne formato il 31 dicembre 2001 dalla fusione dei comuni di Caputh, Ferch e Geltow. Il nome del nuovo comune fu ripreso dal lago Schwielowsee.

## Società

### Evoluzione demografica
- Sviluppo della popolazione dal 1875 entro gli attuali confini (Linea Blu: Popolazione; Linea puntata: Confronto dello sviluppo della popolazione dello stato del Brandenburgo; Sfondo grigio: Ai tempi del governo nazista; Sfondo rosso: Al tempo del governo comunista)
- Sviluppo recente della popolazione (Linea blu) e previsioni

| Anno | Abitanti |
| ---- | -------- |
| 1875 | 2 649    |
| 1890 | 3 240    |
| 1910 | 4 512    |
| 1925 | 5 074    |
| 1939 | 6 204    |
| 1950 | 7 422    |
| 1964 | 6 767    |

| Anno | Abitanti |
| ---- | -------- |
| 1971 | 6 868    |
| 1981 | 6 572    |
| 1985 | 6 470    |
| 1990 | 6 199    |
| 1995 | 6 805    |
| 2000 | 8 710    |
| 2005 | 9 685    |

| Anno | Abitanti |
| ---- | -------- |
| 2010 | 10 187   |
| 2015 | 10 494   |
| 2016 | 10 567   |
| 2017 | 10 624   |
| 2018 | 10 650   |
| 2019 | 10 705   |
| 2020 | 10 758   |

Fonti dei dati sono nel dettaglio nelle Wikimedia Commons..

## Geografia antropica
Il comune di Schwielowsee è diviso nelle 3 frazioni (Ortsteil) di Caputh, Ferch e Geltow, e comprende la località abitata (Bewohnter Gemeindeteil) di Wildpark-West e i nuclei abitati (Wohnplatz) di Alte Dorfstelle, Baumgartenbrück, Flottstelle, Franzensberg, Groß Wentorf, Kammerode, Kemnitzerheide, Klein Wentorf, Mittelbusch, Neue Scheune e Schmerberg.

## Infrastrutture e trasporti

### Strade
Il territorio comunale è attraversato dalle autostrade A 9 e A 10 e dalla strada federale B 1.